# Liste der Wetterkatastrophen von 2018 mit einer Schadenssumme von mehr als einer Milliarde US-Dollar
Diese Liste der Wetterkatastrophen von 2018 mit einer Schadenssumme von mehr als einer Milliarde US-Dollar nennt 39 Naturkatastrophen, für die die internationale Versicherungsberatungsagentur Aon Benfield eine Schadenssumme von mehr als einer Milliarde US-Dollar ermittelt hat und bei denen das Wetter Ursache der Schäden war. Das ist die vierthöchste Zahl, seitdem diese Aufstellungen im Jahr 1990 begonnen wurden; durchschnittlich haben sich in diesem Zeitraum jährlich 25 Naturkatastrophen ereignet, die eine Schadenssumme von mehr als einer Milliarde US-Dollar verursachten. Von 39 Wetterkatastrophen entfallen sieben auf Dürren, mehr als je zuvor und bei sechs handelt es sich um Waldbrände. Sieben waren Unwetterereignisse wie Hagel, Tornado und Sturm, (ohne tropische Wirbelstürme), drei sind Überschwemmungen nach umfangreichen Regenfällen und bei acht handelt es sich um die Folgen tropischer Wirbelstürme. Hinzu kommen vier Wintereinbrüche und Kältewellen. Nach diesen Berechnungen beläuft sich der gesamte volkswirtschaftliche Schaden aller 394 signifikanten Naturkatastrophen von 2018 auf 225 Milliarden US-Dollar, und er liegt 33 % über dem Durchschnittswert von 1980 bis 2017. Der größte Teil davon – 215 Milliarden US-Dollar – wurde durch Wetterkatastrophen verursacht, deutlich weniger als der bisherige Höchstwert von 344 Milliarden US-Dollar im Jahr 2005.
Sechzehn dieser Wetterkatastrophen betrafen das Gebiet der Vereinigten Staaten, sieben das der Volksrepublik China, und auf Europa entfielen fünf Ereignisse.
Die Zahl der durch Naturkatastrophen getöteten Personen war 2018 mit rund 10.300 deutlich niedriger als der langjährige Durchschnitt (2000–2018) von 64.600 Toten. Die Wetterkatastrophe mit den meisten direkten Toten war die Monsunfluten 2018 in Indien, durch deren Auswirkungen 1424 Menschen getötet wurden, davon mehr als 500 alleine im Bundesstaat Kerala.
| Rang | Ereignis                                            | Gebiet                                                                                | Zeitraum                 | Schadenssumme in Mrd. USD | Opferzahl |
| ---- | --------------------------------------------------- | ------------------------------------------------------------------------------------- | ------------------------ | ------------------------- | --------- |
| 1    | Hurrikan Michael                                    | Südosten der Vereinigten Staaten                                                      | 10.–12. Oktober          | 17                        | 32        |
| 2    | Hurrikan Florence                                   | Südosten und Mittelatlantikstaaten der Vereinigten Staaten                            | 14.–19. September        | 15                        | 53        |
| 3    | Camp Fire                                           | Kalifornien, Vereinigte Staaten                                                       | 8.–25. November          | 15                        | 86        |
| 4    | Taifun Jebi                                         | Japan                                                                                 | 4.–5. September          | 13                        | 17        |
| 5    | Überschwemmungen                                    | Japan                                                                                 | 5.–8. Juli               | 10                        | 246       |
| 6    | Dürre und Hitze in Europa 2018                      | Nord- und Mitteleuropa                                                                | 1. Mai–31. August        | 9                         | 0         |
| 7    | Taifun Mangkhut                                     | Philippinen, Hongkong, Volksrepublik China                                            | 15.–18. September        | 6                         | 161       |
| 8    | Woolsey Fire                                        | Kalifornien, Vereinigte Staaten                                                       | 8.–21. November          | 5,8                       | 3         |
| 9    | Überschwemmungen                                    | Volksrepublik China                                                                   | 1. Juli–30. September    | 5,8                       | 89        |
| 10   | Tropischer Sturm Rumbia                             | Volksrepublik China                                                                   | 16.–18. August           | 5,4                       | 53        |
| 11   | Überschwemmungen                                    | Indien                                                                                | 7.–20. August            | 5,5                       | 500       |
| 12   | Unwetter                                            | Italien, Österreich                                                                   | 28. Oktober.–4. November | 5                         | 29        |
| 13   | Taifun Trami                                        | Japan                                                                                 | 28. September–2. Oktober | 4,5                       | 4         |
| 14   | Dürre                                               | Argentinien und Uruguay                                                               | 1. Januar–31. März       | 3,9                       | 0         |
| 15   | Dürre                                               | Indien                                                                                | 1. Juni–30. November     | 3,65                      | 0         |
| 16   | Dürre                                               | Volksrepublik China                                                                   | 1. Juni–31. Oktober      | 3,55                      | 0         |
| 17   | Winterwetter                                        | Volksrepublik China                                                                   | 2.–18. April             | 3,4                       | 0         |
| 18   | Dürre                                               | gesamte Vereinigte Staaten                                                            | ganzjährig               | 3,2                       | 0         |
| 19   | Orkantief Friederike                                | West- und Mitteleuropa                                                                | 18. Januar               | 2,5                       | 13        |
| 20   | Unwetter                                            | Rocky Mountains, Great Plains, Mittlerer Westen und Nordosten der Vereinigten Staaten | 17.–21. Juni             | 2,3                       | 3         |
| 21   | Nor’easter vom 1. bis 3. März 2018 (“Riley”)        | Nordosten der Vereinigten Staaten, Kanada                                             | 1.–3. März               | 2,3                       | 9         |
| 22   | Überschwemmungen                                    | Südchina, Vietnam                                                                     | 1. Juli–30. September    | 2                         | 38        |
| 23   | Carr Fire                                           | Westküste der Vereinigten Staaten                                                     | 1.–31. August            | 1,8                       | 8         |
| 24   | Überschwemmungen                                    | Volksrepublik China                                                                   | 7. Mai–10. Juli          | 1,75                      | 112       |
| 25   | Winterwetter                                        | Europa                                                                                | 23. Februar–2. März      | 1,6                       | 88        |
| 26   | Taifun Mekunu                                       | Oman, Saudi-Arabien                                                                   | 21.–27. Mai              | 1,5                       | 31        |
| 27   | Unwetter                                            | Great Plains, Südosten und Nordosten der Vereinigten Staaten                          | 18.–21. Juni             | 1,5                       | 0         |
| 29   | Unwetter                                            | Great Plains, Mittlerer Westen und Südosten der Vereinigten Staaten                   | 18.–22. Juli             | 1,5                       | 18        |
| 29   | Unwetter                                            | Rocky Mountains, Great Plains, Mittlerer Westen, Nordosten der Vereinigten Staaten    | 12.–16. Mai              | 1,45                      | 5         |
| 30   | Winterwetter                                        | Volksrepublik China                                                                   | 24.–29. Januar           | 1,45                      | 2         |
| 31   | Unwetter                                            | Great Plains, Mittlerer Westen der Vereinigten Staaten                                | 28. April–5. Mai         | 1,4                       | 0         |
| 32   | Unwetter                                            | Great Plains, Mittlerer Westen, Südosten und Nordosten der Vereinigten Staaten        | 13.–17. April            | 1,3                       | 6         |
| 33   | Unwetter                                            | Great Plains, Mittlerer Westen und Südosten der Vereinigten Staaten                   | 3.–7. Juni               | 1,3                       | 0         |
| 34   | Dürre                                               | Südafrika                                                                             | 1. Januar–31. Mai        | 1,2                       | 0         |
| 35   | Nordamerika-Blizzard vom Januar 2018 (“Grayson”)    | Zentral- und Oststaaten der Vereinigten Staaten                                       | 3.–5. Januar             | 1,1                       | 22        |
| 36   | Sturmtiefs Ingmar und Burglind (Eleanor und Carmen) | West- und Mitteleuropa                                                                | 1.–4. Januar             | 1,1                       | 7         |
| 37   | Dürre                                               | Australien                                                                            | 1. Januar–1. August      | 1                         | 0         |
| 38   | Unwetter                                            | Rocky Montains, Great Plains der Vereinigten Staaten                                  | 6.–8. August             | 1                         | 0         |
| 39   | Zyklon Luban                                        | Jemen                                                                                 | 14. Oktober              | 1                         | 24        |

## Belege
- Weather, Climate & Catastrophe Insight. 2018 annual report. (PDF; 13,1 MB) In: Thought Leadership Website. Aon Benfield, abgerufen am 25. Januar 2019 (englisch).
- Jeff Masters, Bob Henson: Earth’s 39 Billion-Dollar Weather Disasters of 2018: 4th-Most on Record. In: Category 6. Weather Underground, 23. Januar 2019, abgerufen am 25. Januar 2019 (englisch).